# Дягиль
Дя́гиль (лат. Archangelica) — устаревшее синонимичное название рода зонтичных растений Дудник. По данным сайта WFO (система классификации APG IV) все виды, ранее относившиеся к роду Дягиль, реклассифицированы.
В литературе и интернет источниках по настоящее время часто упоминается Дягиль лекарственный (Archangelica officinalis), по современной классификации являющийся ботаническим видом Дудник лекарственный (Angelica archangelica).